# George Robertson
George Robertson, barón Robertson de Port Ellen es un político británico, miembro del Partido Laborista, que se desempeñó como Secretario General de la OTAN entre 1999 y 2004, reemplazando a Javier Solana. Fue Secretario de Defensa entre 1997 y 1999, cuando abandonó ese puesto para asumir en la OTAN consiguiendo el título de barón.
Nació en Port Ellen, en la isla de Islay, Escocia. Estudió Economía en la Universidad de Dundee y en 1978 accedió por primera vez a un cargo político, siendo electo a la Cámara de los Comunes por el entonces partido minoritario (Laborista). Fue presidente del Partido Laborista en Escocia. 
Está casado con Sandra Wallace, con quien tiene tres hijos.